# Poljsko-litavsko-teutonski rat
Poljsko-litavsko-teutonski rat, poznat i kao Veliki rat vođen je u razdoblju od 1409. do 1411. godine između Kraljevine Poljske i Velike Kneževine Litve protiv države Teutonskih vitezova. Rat je započeo teutonskim napadom na Poljsku 1409. godine.
U lipnju 1410. godine vođena je odlučujuća bitka kod Grunwalda, jedna od najvećih bitaka u srednjem vijeku. Teutonci su poraženi i prisiljeni na sklapanje mira u Thornu 1411. godine.
Teutonski vitezovi, križarski vojnički red, preselili su se 1230. godine u Kulmerland (danas u okviru Kujavsko-pomorskog vojvodstva) i na zahtjev Konrada I., kralja Mazovljana, pokrenuli Pruski križarski rat protiv poganskih pruskih plemena. Uz podršku pape i Svetoga Rimskog Carstva, Teutonci su porazili i pokrstili Pruse (do 1280-ih). Pažnja Crkve tada je usmjerena na pogansku Veliku Kneževinu Litvu. Sljedećih stotinu godina Teutonci upadaju u litavske zemlje, posebno u Samogitiju. Pogranični krajevi Litve potpuno su opustjeli, ali Teutonci nisu ovladali velikim teritorijem. Litavci su odustali od Samogitije, koja je izgubljena u Litavskome građanskom ratu (1381. – 1384).
Godine 1385. litavski knez Vladislav II. Jagelović oženio je Jadvigu Poljsku. Vladislav je prešao na kršćanstvo i okrunjen je za kralja Poljske ujedinjujući tako zajednicu Poljske i Litve. Prelazak Litve na kršćanstvo trebalo je otkloniti vjerske razloge za napade Teutonaca. Međutim, vitezovi su osporili iskrenost Vladislavova prelaska u kršćanstvo i sukobi su nastavljeni. Poljska je imala teritorijalnih pretenzija prema teutonskim teritorijama oko Danziga, ali su dvije države uglavnom održavale mir utvrđen ugovorom u Kališu 1343. godine. Sukob je također motiviran i trgovinskim sporovima: Teutonci su nadzirali donji tok triju najvećih rijeka u Poljskoj i Litvi: Njemen, Vislu i Zapadnu Dvinu.
U svibnju 1409. godine otpočeo je ustanak protiv teutonske vlasti u Samogitiji. Litva je podržala ustanak te su vitezovi zaprijetili napadom. Poljska je najavila svoju podršku Litvi i zaprijetila Teutoncima da će ih napasti. Teutonski vojnici evakuirali su Samogitiju. Teutonski veliki majstor, Ulrich von Jungingen, objavio je rat Poljskoj i Litvi 6. kolovoza 1409. godine. Vitezovi su otpočeli rat iznenadnim napadom na Velikopoljsku i Kujavu. Spalili su dvorac Dobrin (Dobžin na Visli), osvojili Bobrovnike nakon dvotjedne opsade, opljačkali Bydgoszcz i opustošili nekoliko gradova. Poljaci su organizirali protuapad i povratili Bydgoszcz. Stanovnici Samogitije napali su Memel (Klaipedu). Međutim, nijedna od strana nije bila spremna za rat širokih razmjera.
Njemački kralj Vaclav IV. pristao je posredovati u sporu. Primirje je potpisano 8. listopada 1409. godine. Isteklo je 24. lipnja 1410. godine. Obje strane iskoristile su stanku kako bi se pripremile za nastavak rata. Istovremeno su strane poduzimale i diplomatske pregovore. Vaclav, koji je od vitezova dobio 60 000 forinti, izjavio je da Samogitija pripada Teutonskoj državi, a da se samo Dobžin treba vratiti Poljskoj. Vitezovi su potkupili i  Žigmunda Luksemburškog. Žigmund je ponudio Vitoldu, knezu Litve, kraljevsku krunu kako bi razdvojio Poljsku od Litve. Vitold je istovremeno sklopio mir s Livonskim redom. Do prosinca 1409. godine poljski i litavski vladari dogovorili su se o zajedničkoj strategiji. Njihove vojske su ujedinjene krenule prema Marienburgu (Malborku), glavnomu gradu Teutonskih vitezova. Vitezovi nisu očekivali zajednički napad, već su se spremali za napad s dviju strana – poljski napad duž Visle preko Danziga, a od Litavaca duž Njemena prema Ragnitu. Kako bi odgovorio na neočekivani napad, Ulrich je koncentrirao svoje snage u Svjeću. Grad je bio u takvom položaju da se iz njega moglo odgovoriti na napad iz bilo kojeg pravca.
Odlučujuća bitka vođena je 15. srpnja 1410. godine kod sela Grunwald, Stebark i Ludwigsdorf. Suvremene procjene broja vojnika spominju brojke u rasponu od 16 500 do 39 000 poljsko-litavskih i 11 000 do 27 000 teutonskih vojnika. Katoličke poljsko-litavske snage borile su se rame uz rame s poganskim Samogitima, pravoslavnim Rusinima i muslimanskim Tatarima. Dvadeset i dva različita naroda, uglavnom germanska, pridružila su se Teutoncima. Usprkos tehnološkoj nadmoći Teutonskih vitezova, pogotovo ako se ima na umu pretpostavka, da je ovo bila prva bitka u ovome dijelu Europe u kojoj je korišteno poljsko topništvo, ipak se pokazalo da je brojnost i taktička nadmoć poljsko-litavskoga saveza bila odlučujuća za ishod. Jan Žižka izgubio je oko u ovoj bitci. Poraz teutonskih vitezova bio je potpun. Oko 8000 vitezova je ubijeno. Mnoge vođe reda su zarobljene ili ubijene. Većina običnih vitezova i plaćenika puštena je iz zarobljeništva ubrzo poslije bitke.
Nakon bitke kod Grunwalda, poljsko-litavske snage odložile su napad na teutonsku prijestolnicu ostajući tri dana na bojnome polju.
Poljsko-litavske snage napustile su osvojene tvrđave kako bi sudjelovale u opsadi. Vitezovi su ubrzo povratili većinu tvrđava. Do kraja listopada, samo su četiri tvrđave ostale u poljskim rukama. Vladislav je Teutoncima nanio još jedan poraz kod Koronova 10. listopada 1410. godine, nakon čega su započeli pregovori.
Mir u Thornu potpisan je u veljači 1411. godine. U skladu s odredbama sporazuma, vitezovi su ustupili teritorije oko Dobžina Poljskoj i pristali su odreći se pretenzija na Samogitiju tijekom vladavine Vladislava. Iako će se između dvije strane ubrzo voditi još dva rata (Rat gladi i Golublji rat), ugovorom na Melnu trajno će biti riješen spor oko teritorija. Mir u Thornu nametnuo je težak financijski teret za vitezove, koji se nikada nisu oporavili. Morali su platiti odštetu u srebru u visini desetogodišnjeg prihoda Engleskoga Kraljevstva, u četiri godišnja obroka. Kako bi zadovoljili odredbe, Teutonci su se koristili zaplijenjenim zlatom i srebrom iz crkvi. Porezi u Teutonskoj državi su povećani. Dva velika grada, Danzig i Thorn, pobunili su se protiv poreza. Poraz kod Grunvalda desetkovao je teutonsku vojsku. Budući da su Poljska i Litva sada bile kršćanske države, Teutonci su imali teškoća s vojačenjem križarske vojske. Veliki majstor morao se osloniti na najamničku vojsku što se pokazalo neizvodljivim za osiromašeni proračun. Sukobi su kulminirali u Trinaestogodišnjemu ratu (1454. – 1466.).